# تانوجا
تانوجا موکرجی (انگلیسی: Tanuja Mukherjee؛ زادهٔ ۲۳ سپتامبر ۱۹۴۳) هنرپیشه اهل کشور هند است. از فیلم‌هایی که وی در آن نقش داشته‌است می‌توان به همدم اشاره کرد.
وی همچنین برنده جوایزی همچون جوایز فیلم‌فیر شده‌است.

## فیلم‌شناسی
فهرست برخی از فیلم‌هایی که تانوجا در آن‌ها به ایفای نقش پرداخته‌است:
- همدم
- دزد جواهر
- یونیفورم قهوه‌ای
- دیدار
- آتش
- خوددار
- روزی با عزت
- قصه عشق
- دوستی
- بوکسور
- پسر سردار
- افسانه عشق
- بی‌خودی
- زن متأهل
- بی‌گناه
- بیمار عشق
- پرطاقت
- سوزاندن گناه
- آسمان
- عشق ۸۶
- تاجر رؤیا
- ماه و خورشید
- بهار هنوز هم فرا می‌رسد
- عزت
- دو دزد
- آتش دل
- محدودیت
- ثروتمند و فقیر
- دوستت دارم جانی
- سیاحت
- سوامی ویوکاناندا
- تجربه
- فیل‌ها دوست من هستند
- تله
- روش زندگی
- شریک زندگی من
- بیا عشقم
- آتش
- دوران کودکی
- خانه جن‌زده
- مادربزرگ